# マリオカート ワールド
『マリオカート ワールド』（英: Mario Kart World）は、任天堂より2025年6月5日に発売されたNintendo Switch 2専用ゲームソフト。マリオカートシリーズの第9作。Nintendo Switch 2のローンチタイトルの一作となる。2025年4月2日のNintendo Directで正式に発表され、価格や発売日、本体とのセット版などが発表された。

## ゲーム内容
マリオカートシリーズで初めてオープンワールドが採用され、ほぼすべてのコースが直接繋がっており、「グランプリ」では次のコースへ向かう道中もコースとなる。さらに『マリオカートWii』、『マリオカート8』の2倍となる24台でのレース・バトルが可能になり、新モードとして「サバイバル」や「フリーラン」が追加されている。
新たなテクニックとして、「走行中に手すりなどの細い部分に乗る」「壁を走る」要素が加わった。一方で水中での走行は廃止され、代わりに水上を走る形式に変更された。
マシンは『8』と同様にカート、バイク、ATVの3種類が存在するが、本作ではすべてのマシンでドリフトの挙動が統一されている。また、『マリオカート7』から実装されていたマシンのカスタマイズ機能は廃止され、グライダーはマシンの左右から翼が生える形に変更されている。

### ゲームモード
ひとりで / みんなで
「ひとりで」は1人、「みんなで」は2 - 4人で、以下のモードの中から選んで遊ぶことができる。
グランプリ
4つのコースを走って、各レースの合計ポイントを競う。1レース目は従来通りコースを3周するが、2レース目以降は次のコースまでの道中を走り、最後のセクションでコースを1周する。
サバイバル
ワールド上を横断するルートをノンストップで走り抜けるモード。レースの途中にチェックポイントがあり、決められた順位内で通過できなければ、その場で脱落となる。
タイムアタック（「ひとりで」のみ）
「トリプルダッシュキノコ」を使いつつ、最速レコードを目指す。同じくらいの速さの「ゴースト」を見ることができる。
VSレース
ルールを自由に設定してレースを行う。通常通りコースを3周する他にも、「グランプリ」のようにコース間の道中を走ってから別のコースを1周するルートにすることも可能。
バトル
ふうせんバトル
アイテムでライバルを攻撃して風船を割り合い、その回数を競う。風船が無くなったプレイヤーは失格となり、その試合で獲得した得点をすべて失ってしまう。
あつめてコイン
コース上のコインを集め、その枚数を競う。
インターネットで
インターネットに接続し、最大24人同時対戦ができる。本体1台につき2人まで参加可能。
ローカル通信で
2 - 8台の本体を持ち寄って対戦する。本体1台につき2人まで参加可能。「おすそわけ通信」には対応していない。
LANプレイ
ローカルネットワークに接続して対戦する。本体1台につき2人まで参加可能。
フリーラン
広大な世界を自由に走ることができる1人用モード。レース中は通行止めになっている道や海も走行可能となっている。Pスイッチ、ハテナパネル、ピーチメダルが世界中に隠されており、Pスイッチを踏むとミッションがスタートする。

## 開発
『マリオカート8 デラックス』（以下：『8DX』）の開発中から、スタッフたちの間で次回作についての話は上がっており、2017年3月に試作を開始した後、年末には正式なプロジェクトとして発足した。従来の個別コースを走る形式は『8DX』が完成形となったため、今度は大きな世界を走り回る形式が考案され、ワールドマップも用意された。このため、題名もナンバリングではなく、完全な新作ということで「マリオカート ワールド」という名前が付けられた。また、『8DX』までの12人対戦では広いコースだと分散してしまうため、本作では24人に増やそうということになった。さらに、デザインも『マリオカート8』までの洗練された感じから、『スーパーマリオカート』のようなわんぱくな感じを出す方針が取られた。前述の通り、本作はオープンワールドが採用されたものの、イメージがぶれるのを防ぐため、開発中はその言葉を使うのを控えていたと矢吹はファミ通殿インタビューの中で明らかにしており、「マリオカート」であることを軸にしつつも、従来から少し変わった、地形や世界の仕組みを一新した作品を作る意気込みで開発したと述べている。
全ての要素をNintendo Switchの範疇に収まるよう取捨選択に苦労する中、2020年に次世代機・Nintendo Switch 2の話が持ち込まれ、彼らにとっては希望の光が差し込んだも同然だった。この時点ではスペック情報しかわからなかったため、開発機が来るまでは試算が続けられた。
矢吹たちは広い世界を活かした大陸横断型のレースに挑戦したいと考えていたが、単に長いだけでは途中であきらめてしまう人が出てくる欠点があった。そこで、段階的な盛り上がりを演出するため、「チェックポイントを通過できなかった者は脱落する」というルールを設け、最終的に「サバイバル」モードとなった。テストプレイ時はチェックポイントで脱落しても盛り上がったため、矢吹は内輪だけの盛り上がりかと疑っていたが、体験会でも同様の反応が見られ、作ってよかったと述懐している。
また、広大な世界を走るということでマシンの数も増え、その中にはレース用のカートだけでなく日常的な乗り物もあった。さらに、世界が広くなったことに伴い、プレイ中に地形データを次々と読み込む仕組みが導入され、これを活かしてゲーム途中でも衣装やキャラクターを読み込むことができるようになった。
本作で初めて導入されたフリーランのモード「Pスイッチミッション」はゲームが苦手な者でも楽しめることが重視され、テストプレイに際してはそのような者も呼ばれ、彼らの意見を基に改良がはかられた。また、普段あまりゲームを遊ばない者が何かしらの機会で遊ぶことが多いというシリーズの性質に合わせ、メニュー画面も人数を選択すればすぐに遊べるような構成が取られた。

### コース設計
本作のコースの設計に際しては多様性を持たせるという方針が取られている。グランプリの構成に際してもそのことが念頭に置かれ、とりわけ後半には挑戦しがいのコース設計がなされた。
本作に登場するコースは各地のランドマークを内包したかたちが取られており、コースを先に作った例もあれば、逆に地形ありきで設計したコースもあった。元々マリオカートシリーズではキノコ型の山などを自然な形で誘導するための目印が用意されていたが、「ここは十字路だが、レースでは右に曲がる」という場面では、地形による誘導が採用された。一方、地形やコースがつながっている分、細かな変更が他のエリアにも影響しやすくなったため、修正するたびに各所に確認を取りながら調整するのに苦労したと矢吹はファミ通とのインタビューの中で振り返っている。

### キャラクター選定
マリオカートシリーズでは新しいドライバーの参戦が恒例となっているが、『8DX』で大勢出してしまったため、開発スタッフは悩んでいた。その時、これまで妨害役として登場していた「ウシ」が家畜運搬車を運転するスケッチが提出されたことがきっかけで、ウシがドライバーに加えられた。これはプクプクなど他の妨害役がドライバーとして参戦する嚆矢となり、さらにそこから発展してアイテムとしてのカメックがライバルに魔法をかけて「NPCドライバー」の姿に変化させるというアイデアや、ラクダやキリンといった新たな妨害役のアイデアが生まれていった。

### サウンド
サウンドもわんぱくな感じを出すため、生楽器の割合が前作よりも増やされ、力強い音色の出るハーモニカがメインテーマに起用された。同時に、広大さを出すためにサウンドシステムの見直しがはかられた。一方、かつてのNPCたちがドライバーとして登場するとなると、感情表現の追加も必要なため、ボイス担当者は苦労しただろうとミュージックリードの朝日温子は述懐している。本作ではピーチ、キノピオ、ドンキーコングなど一部のキャラクターの担当声優が過去作から変更されている。

## 発売
2025年1月16日、任天堂はNintendo Switch 2を発表し、その際に本作の映像も公開した。この時点では詳細は判明していなかった。
2025年4月2日のNintendo Directで本作が正式に発表され、2025年4月17日には『マリオカート ワールド Direct』で詳しい情報が伝えられた。発売価格はダウンロード版8,980円、パッケージ版9,980円となったが、これはNintendo Switch用タイトルの標準価格より約3,000円ほど高く、海外では論争を招いた。6月5日にはNintendo Switch 2と同時に多くの地域で発売された。

## 評価
マリオカート ワールドは海外のレビュー集積サイトMetacriticにおいて86/100の好スコアを獲得し、日本では『ファミ通』の4名の批評家がそれぞれ10点満点中9点をつけ、合計36/40点を獲得した。
GameWithでは、10点満点中9点を獲得。レースの参加人数が前作の12人から24人になったことで、他プレイヤーとの接触が多くなり、アイテムでの事故が増え、大人数でわちゃわちゃと楽しめるようになった一方、順位の維持が少し難しくなっていると評価した。

### 売上
『ファミ通』によれば、マリオカート ワールドは日本国内で発売から4日間で78万2566本のパッケージ版を販売した。2025年6月22日時点では、国内累計パッケージ販売本数は100万44本に達している。Circanaのアナリスト、マット・ピスカテラによれば、アメリカではSwitch 2本体の販売台数111万台のうち約79%（約86万9000本）が同時にマリオカート ワールドも販売されたという。また、スペインでは約9万5000本を販売した。さらに、マリオカート ワールドはニンテンドーeショップにおいても売上1位となった。